# Монтероссо-Альмо
Монтероссо-Альмо (італ. Monterosso Almo, сиц. Muntirrussu) — муніципалітет в Італії, у регіоні Сицилія,  провінція Рагуза.
Монтероссо-Альмо розташоване на відстані близько 570 км на південь від Рима, 170 км на південний схід від Палермо, 20 км на північ від Рагузи.
Населення — 3075 осіб (2014).

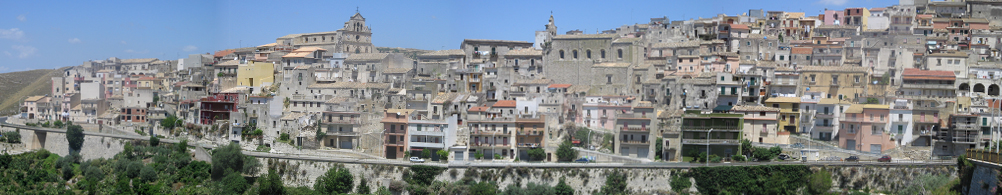

Щорічний фестиваль відбувається першої неділі вересня та третьої неділі вересня. 

## Демографія
Населення за роками:

Станом на 1 січня 2023 року в муніципалітеті офіційно проживало 49 іноземців з 12 країн, серед них 30 громадян країн Євросоюзу.

## Сусідні муніципалітети
- К'ярамонте-Гульфі
- Джарратана
- Лікодія-Еубеа
- Рагуза